# Menhir Les Vingt Acres

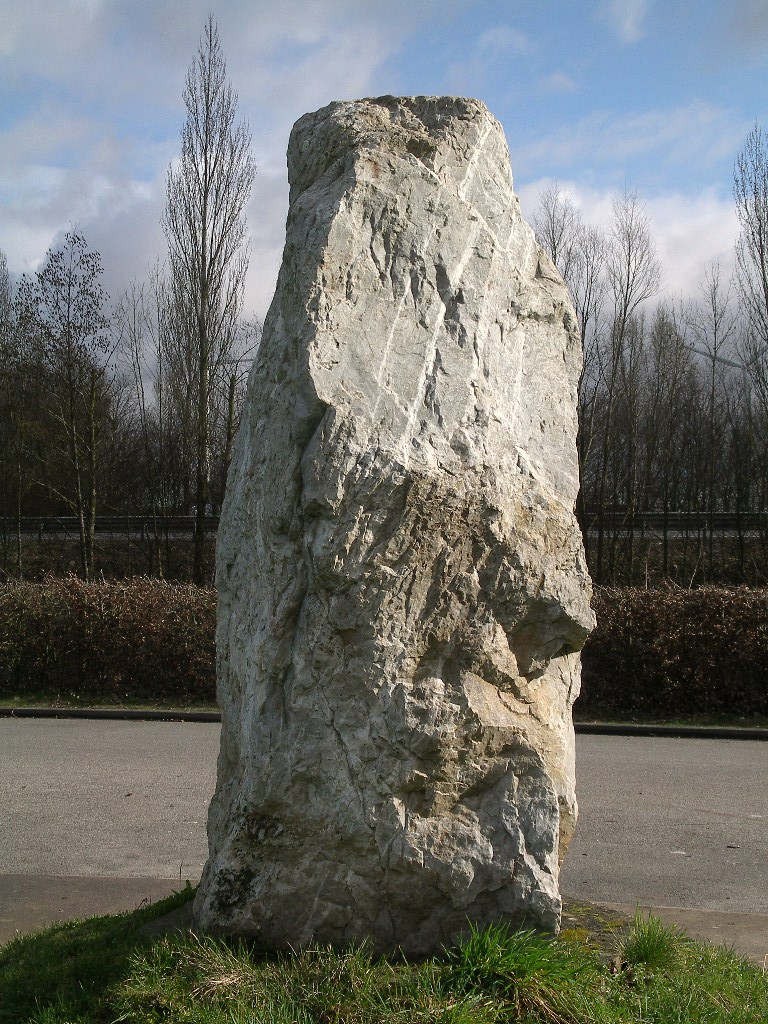
Menhir Les Vingt Acres

Der Menhir Les Vingt Acres (deutsch „Die zwanzig Acres“) – auch Menhir de Soulangy genannt – steht südwestlich von Soulangy, bei Falaise im Département Calvados in der Normandie in Frankreich.
Der 1995 während der Trassenuntersuchung beim Bau der N 158 in der Nähe von Soulangy entdeckte Menhir wurde auf der westlichen Seite des Rastplatzes Soulangy aufgestellt.
Der quaderartige Stein ist etwa 2,5 Meter hoch. Seine ehemalige Standgrube war deutlich sichtbar. Er ist ein glänzender, sandig-quarzartiger weißgelber bis hellbrauner Stein mit einer rauen Oberfläche, der noch nicht unter Schutz gestellt wurde.